# چلانش

نوار چلانش

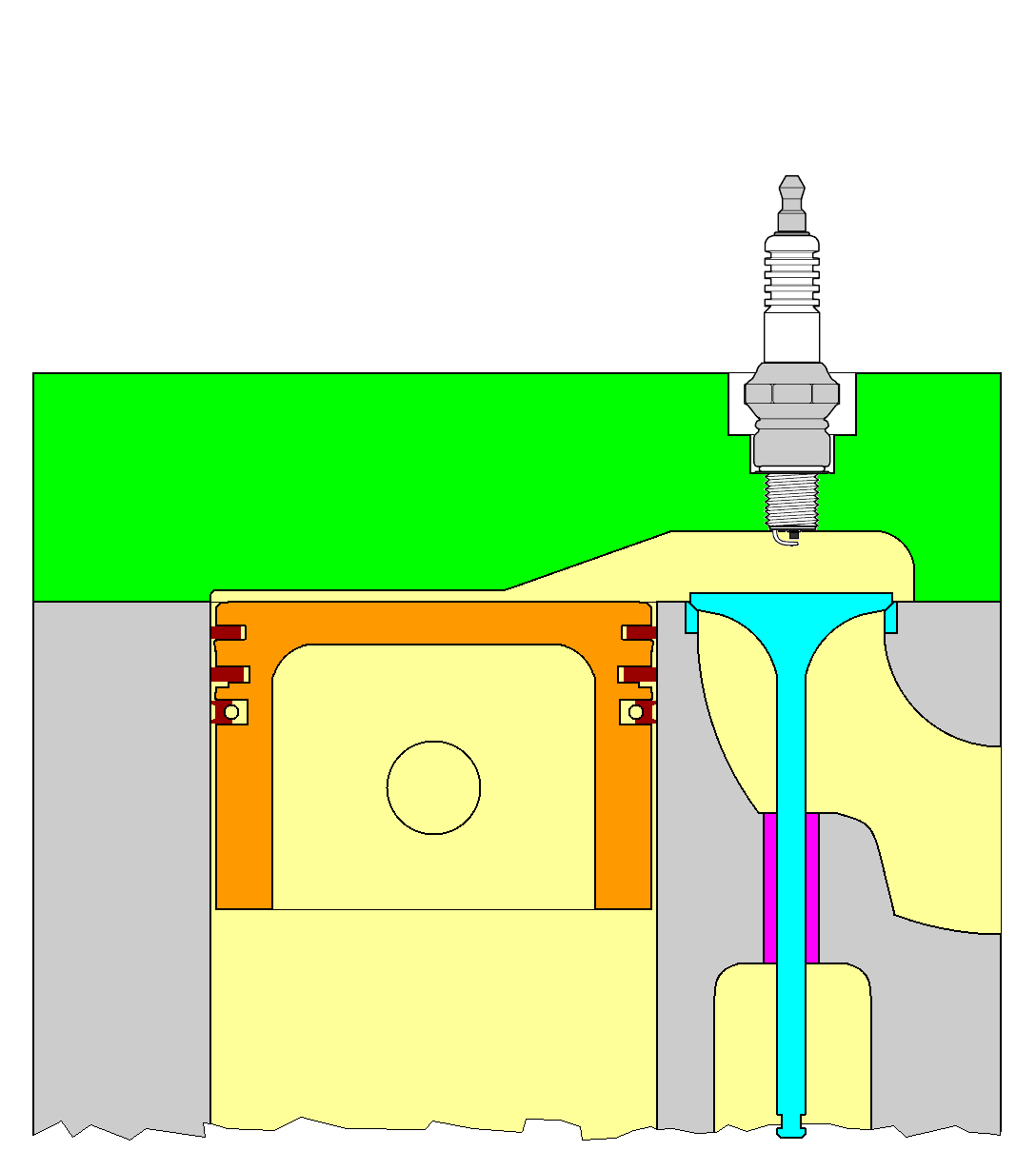
موتور سر تخت با چلانش

چِلانِش (انگلیسی: Squish) اثری در موتور درون‌سوز است که در آن، هنگام نزدیک شدن پیستون به نقطه مرگ بالا (TDC)، آمیختهٔ هوا–سوخت به‌طور ناگهانی دچار آشفتگی می‌شود.
در موتورهای درون‌سوز، اثر چِلانش به جریان ناگهانی و قوی هوا و سوخت اشاره دارد که هنگام نزدیک شدن پیستون به نقطه اوج حرکت (TDC) ایجاد می‌شود. در این حالت، تاج پیستون فاصله بسیار کمی (معمولاً کمتر از ۱ میلی‌متر) تا دیواره سیلندر دارد و وقتی گازها این شکاف کوچک را احاطه می‌کنند، به‌صورت ناگهانی بیرون رانده می‌شوند، که باعث تلاطم شدید و اختلاط بهینه هوا و سوخت می‌شود.
در موتورهایی که برای بهره‌برداری از اثر چلانش طراحی شده‌اند، در نقطهٔ مرگ بالا، تاج پیستون به سر سیلندر بسیار نزدیک می‌شود (معمولاً کمتر از ۱ میلی‌متر) و گازها ناگهان درون محفظه احتراق «فشرده» می‌شوند و آشفتگی شدیدی پدیدمی‌آورند که باعث آمیختگی کامل‌تر هوا و سوخت می‌شود؛ عاملی که برای احتراق مؤثر سودمند است. اثر چلانش را می‌توان در موتور سر تخت، سوپاپ رو و میل‌سوپاپ بالاسری مشاهده کرد، از جمله در موتورهایی با سرسیلندر هیرون (Heron). این اثر در هر گونه موتور پیستونی درون‌سوز با هر نوع سوختی ممکن است یافت شود. موتورهای دارای پیستون چلانش در هر دو نوع موتور دوزمانه و موتور چهارزمانه به‌کار می‌روند.
آشفتگی ایجادشده در محفظه احتراق به‌واسطهٔ این چلانش، موجب آمیختگی بهتر هوا–سوخت، انتقال بهتر گرما به دیوارهٔ سیلندر، بهبود بازده گرمایی و عملکرد کلی بهتر موتور می‌شود. انتقال گرما زمانی بهتر صورت می‌گیرد که گازهای احتراق درون سیلندر به گردش درآیند و دیوارهٔ سیلندر را گرم کنند، تا سامانهٔ خنک‌کاری کاراتر شود. این کارایی و چرخش همچنین می‌تواند میزان تولید دوده را کاهش دهد.

## طراحی‌ها
موتورهای پیستونی دارای چلانش با تغییر در سرسیلندر، بلوک یا پیستون موتور حاصل می‌شوند. برخی طراحی‌های موتور، ترکیبی از این روش‌ها را به‌کار می‌برند تا بتوانند به ویژگی‌های خاص هندسهٔ محفظهٔ احتراق پاسخ دهند.

### سرسیلندر اصلاح‌شده
در طراحی «سرسیلندر اصلاح‌شده»، فضای خاصی در سرسیلندر ایجاد می‌شود تا کیسه‌ای از هوا برای فشرده‌سازی و احتراق فراهم گردد. بسته به شکل این فضا و نوع موتور، محل قرارگیری سوپاپ‌ها باید به‌گونه‌ای باشد که سوپاپ‌های ورودی و خروجی بتوانند در این فضا جا بگیرند. این طراحی را می‌توان در موتور سر تخت، میل‌سوپاپ بالاسری و موتور دوزمانه به‌کار برد.

### بلوک اصلاح‌شده
در طراحی «بلوک اصلاح‌شده»، فضای مورد نیاز برای چلانش و احتراق در بلوک موتور ایجاد می‌شود. این نوع موتورهای چلانش‌دار معمولاً به‌عنوان موتورهای سر تخت نیز شناخته می‌شوند. این طراحی‌ها امروزه رایج نیستند، زیرا جریان هوای ناکافی به درون موتور موجب کاهش نسبت تراکم می‌شود. این نوع طراحی بیشتر در کاربردهای کوچک و کم‌هزینه مورد استفاده قرار می‌گیرد.

### پیستون اصلاح‌شده
در طراحی «پیستون اصلاح‌شده»، فضای مورد نیاز برای فشردن هوا و انجام احتراق، درون خود پیستون ایجاد می‌شود. این رایج‌ترین روش ساخت موتورهای دارای چلانش است، زیرا پیستون ساده‌ترین و ارزان‌ترین قطعه برای ساخت و اصلاح است. این فضا می‌تواند با ایجاد یک فرورفتگی در تاج پیستون، که «پیستون با حفرهٔ عمیق» نامیده می‌شود، ساخته شود. برخی دیگر از طراحی‌ها از برجستگی‌هایی نسبت به رینگ‌های پیستون استفاده می‌کنند تا نوع متفاوتی از آشفتگی را در محفظهٔ احتراق پدیدآورند که به‌جای بالا، به سمت پایین حرکت کند. برای ایجاد آشفتگی و اختلاط مناسب هوا–سوخت، تاج پیستون باید دارای فرورفتگی‌ای همسو با زاویهٔ تزریق سوخت باشد، و همچنین در بخش بیرونی خود انحنایی داشته باشد. این طراحی هوا را از ناحیهٔ چلانش به مرکز محفظهٔ احتراق هدایت می‌کند، جایی که هوا با سوخت پاشیده‌شده از انژکتور ترکیب می‌شود و نسبت هوا-سوخت یکنواخت‌تری پدید می‌آید. این تنها یکی از طراحی‌ها برای موتور دیزل است. در موتورهایی با سوپاپ‌های بیشتر و محل‌های مختلف انژکتور، طراحی‌های متنوعی برای افزایش کارایی موتور به‌کار می‌رود. همچنین می‌توان پیستون را به‌گونه‌ای طراحی کرد که دارای ناحیه‌های چلانش مجزا برای ورود و خروج هوا باشد. این تغییر بر عملکرد کلی موتور و سرعت ورود و خروج هوا اثر می‌گذارد.